# Ștefan Stoenescu
Ștefan Stoenescu (n. 30 ianuarie 1936, București) este un filolog, eseist și traducător (din și în limba engleză) american, originar din România.
Absolvent al Facultății de filologie română și engleză (catedra de limba și literatură engleză), Universitatea București (1962) (și ulterior al cursului de masterat în literatură comparată, Universitatea Cornell, SUA, 1990), a fost cadru universitar la Universitatea din București, Facultatea de Limbi Străine (1964-1987), până în septembrie 1987, când a cererut azil politic  în SUA.

## Apartenențe
- Membru titular al Uniunii Scriitorilor din România (1978);
- Membru titular al Academiei Americano-Române de Stiințe și Arte (ARA) (1998)
- Membru în comitetul editorial al revistei "Origini/Romanian Roots" (1997), Norcross, Georgia, SUA
- Membru al comitetului editorial al anuarului "Caiete Internaționale de Poezie" (2000), Norcross Georgia, SUA